# Porno Mafia – Kings of Bass
Porno Mafia – Kings of Bass ist das zweite Kollaboalbum der Berliner Rapper Frauenarzt und King Orgasmus One, der sich auf dem Tonträger nur Orgasmus nennt. Das Album wurde am 30. August 2019 über das Label Bassboxxx veröffentlicht und von Soulfood vertrieben. Es ist der Nachfolger zum Album Porno Mafia, das 2006 erschien.

## Produktion
Das Album wurde fast komplett von Frauenarzt selbst produziert. Lediglich die Musik zu Twerk den Booty stammt von dem Musikproduzenten Mr. Mixx, während der Song Sex Roboter von DJ Reckless produziert wurde.

## Covergestaltung
Das Albumcover ähnelt dem des Vorgängers Porno Mafia. Es zeigt Frauenarzt und King Orgasmus One, die Sonnenbrillen tragen und in einem abgedunkelten Raum an einem Tisch sitzen, auf dem sich Geld und Alkohol befinden. Im Hintergrund sind zwei leicht bekleidete Frauen zu sehen. Im oberen Teil des Bildes befinden sich die Schriftzüge Frauenarzt & Orgasmus in Weiß und Porno Mafia in Rot, während am unteren Bildrand der weiße Schriftzug Kings Of Bass steht.

## Gastbeiträge
Der einzige Gastauftritt des Albums stammt von der deutschen Rapperin Antifuchs, die auf dem Song Freaks zu hören ist.

## Titelliste
| #  | Titel                     | Gastbeiträge | Produzent   | Länge |
| -- | ------------------------- | ------------ | ----------- | ----- |
| 1  | Intro                     |              | Frauenarzt  | 0:16  |
| 2  | Untergrund Krieg (Skit)   |              | Frauenarzt  | 0:07  |
| 3  | Mafia                     |              | Frauenarzt  | 2:41  |
| 4  | Pussy Club                |              | Frauenarzt  | 3:15  |
| 5  | Scarfo (Skit)             |              | Frauenarzt  | 0:11  |
| 6  | B.A.S.S. 3                |              | Frauenarzt  | 2:54  |
| 7  | Freaks                    | Antifuchs    | Frauenarzt  | 2:26  |
| 8  | Sexkino                   |              | Frauenarzt  | 2:36  |
| 9  | Extra ordinär             |              | Frauenarzt  | 3:09  |
| 10 | Carlito (Skit)            |              | Frauenarzt  | 0:18  |
| 11 | Ladies Night              |              | Frauenarzt  | 2:18  |
| 12 | Twerk den Booty           |              | Mr. Mixx    | 3:11  |
| 13 | All You Can Fuck          |              | Frauenarzt  | 3:34  |
| 14 | Facesitting               |              | Frauenarzt  | 3:04  |
| 15 | Sex Roboter               |              | DJ Reckless | 2:35  |
| 16 | Auf zum Straßenstrich     |              | Frauenarzt  | 3:13  |
| 17 | Private Dance             |              | Frauenarzt  | 2:38  |
| 18 | Titten raus 2             |              | Frauenarzt  | 2:37  |
| 19 | Wir machen was wir wollen |              | Frauenarzt  | 3:32  |
| 20 | Bass Test                 |              | Frauenarzt  | 1:07  |

## Chartplatzierungen und Singles
Porno Mafia – Kings of Bass stieg am 6. September 2019 für eine Woche auf Platz 12 in die deutschen Charts ein.
Am 16. August 2019 wurde der Song Pussy Club als erste Single zum Album, inklusive Musikvideo, veröffentlicht. Eine Woche später folgte die zweite Auskopplung Mafia. Beide Singles konnten sich nicht in den Charts platzieren.

## Rezeption
| Professionelle Bewertungen | Professionelle Bewertungen |
| -------------------------- | -------------------------- |
| Kritiken                   |                            |
| Quelle                     | Bewertung                  |
| laut.de                    | [ 4 ]                      |

Dominik Lippe von laut.de bewertete Porno Mafia – Kings of Bass mit drei von möglichen fünf Punkten. Beide Rapper lieferten mit dem Album „einen nostalgischen Rückblick“ auf ihre Pornorap-Alben aus den 2000er-Jahren. Zwar widersprächen sich die beiden teilweise in ihren Aussagen, doch lasse „vor allem Frauenarzts Klarstellung in Wir Machen Was Wir Wollen aufhorchen: "Ihr seid zu verklemmt und habt noch immer nicht gepeilt, dass Pornographie und Sexismus sich kein bisschen gleicht."“
Dzermana Schönhaber von MZEE kritisierte das Album stark. So sei es trotz der Einordnung als „Porno-Rap“ sehr geschmacklos und nicht mehr zeitgemäß, denn „der rebellische Charakter von damals stößt heute bitter auf, wenn Männer um die 40 über Geschlechtsverkehr mit Teenies rappen.“